# 1952 في سويسرا
فيما يلي قوائم الأحداث التي وقعت خلال عام 1952 في سويسرا.

## رياضة
- 18 مايو – جائزة سويسرا الكبرى 1952 الفائز بييرو تاروفي.

## مواليد

### يناير
- 15 يناير – بوريس بلانك

### فبراير
- 18 فبراير – يوهان شنايدر-آمان

### مايو
- 29 مايو – نيكولاس جيسين فيزيائي سويسري.

### يونيو
- 5 يونيو – أومبيرتو باربيريس لاعب كرة قدم.

### يوليو
- 1 يوليو – إتيان وينغر عالم اجتماع سويسري.
- 4 يوليو – إيف يانسن

### نوفمبر
- 24 نوفمبر – كارل إنجل لاعب كرة قدم.
- 26 نوفمبر – إيفا برونر

### ديسمبر
- 13 ديسمبر – أندريه بورشبيرج طيار سويسري.

## وفيات

### مارس
- 19 مارس – هانز ويتور (مواليد 1894) مهندس معماري ألماني.